# دانشگاه یزد
دانشگاه یزد دانشگاه دولتی و جامع در ایران ، یزد می‌باشد که در سال ۱۳۶۶ تأسیس شد.

## تاریخچه
در اوایل انقلاب اسلامی ایران، محمد صدوقی و سید روح‌الله خاتمی تلاش زیادی در پی تأسیس یک مرکز آموزش عالی در شهر یزد می‌نمودند. سرانجام با پیگیری محمدعلی صدوقی این تلاش‌ها به ثمر نشست و در دی ماه سال ۶۵ بنا به درخواست حبیب‌الله بیطرف (استاندار وقت)، هیأتی از سوی وزارت فرهنگ و آموزش عالی به یزد اعزام گردید و پس از تأکید آن هیئت به لزوم احداث یک واحد دانشگاهی جامع و متمرکز در یزد، شورای گسترش آموزش عالی با ایجاد یک مرکز دانشگاهی در یزد موافقت کرد و دکتر جلیل شاهی، مسؤولیت راه‌اندازی دانشگاه یزد را به عهده گرفت. بعد از قبول این مسئولیت، جلسه‌ای در ۱ شهریور ۱۳۶۶ در استانداری یزد تشکیل شد و مهندسان مشاور برای تهیه طرح جامع دانشگاه بزرگ یزد انتخاب شدند.
در اواخر شهریور ۱۳۶۶ طی مسافرت میرحسین موسوی (نخست‌وزیر وقت) با حضور هادی (وزیر فرهنگ و آموزش عالی وقت) اولین کلنگ این مجتمع عظیم دانشگاهی توسط محمد صدوقی بر روی قطعه زمینی به مساحت ۳۰۰ هکتار بر زمین زده شد.
دانشگاه یزد در ۱۸ بهمن ۱۳۶۷ با پذیرش ۳۸ دانشجو در رشته عمران به‌طور رسمی آغاز به کار کرد. این دانشگاه در مهر ۱۳۷۰، دانشگاه تربیت معلم سابق یزد (دانش سرای عالی یزد) را تحت پوشش خود قرار داد و این دو مرکز آموزشی در یکدیگر ادغام شده و تحت عنوان «دانشگاه یزد» در دو پردیس اصلی و شرقی به وسعت ۳۸۰ هکتار واقع در مجاورت ارتفاعات دخمه زرتشتیان و روستای تقی‌آباد (سیلو)، به فعالیت‌های علمی و آموزشی خود ادامه دادند.

## وضعیت کنونی
این دانشگاه در حال حاضر دارای ۱۴ دانشکده است که دارای ۴۰۰ نفر عضو هیئت علمی و بیش از ۱۴ هزار دانشجو دارد.

## دانشکده‌ها
این دانشگاه در حال حاضر دارای ۵ پردیس و ۲ دانشکده مستقل می‌باشد. در جدول زیر اسامی پردیس/ دانشکده‌ها به تفکیک گروه‌های آموزشی نمایش داده شده است.
| ردیف | پردیس/ دانشکده                  | گروه‌های آموزشی |
| ---- | ------------------------------- | --- |
| ۱    | پردیس فنی و مهندسی              | دانشکده مهندسی برق، دانشکده مهندسی کامپیوتر، دانشکده مهندسی معدن و متالورژی، دانشکده مهندسی عمران، دانشکده مهندسی مکانیک، گروه مهندسی صنایع، گروه مهندسی نساجی، گروه مهندسی شیمی و پلیمر |
| ۲    | دانشکده هنر و معماری            | گروه معماری، گروه شهرسازی، گروه هنرهای تجسمی شامل: رشته نقاشی، ارتباط تصویری و پژوهش هنر                                                                                                 |
| ۳    | پردیس علوم                      | دانشکده فیزیک، دانشکده علوم ریاضی، دانشکده شیمی، گروه زمین‌شناسی، گروه زیست‌شناسی، گروه علوم کامپیوتر                                                                                      |
| ۴    | دانشکده منابع طبیعی و کویرشناسی | گروه مدیریت مناطق خشک و بیابانی، گروه مرتع و آبخیزداری، گروه محیط زیست |
| ۵    | پردیس علوم انسانی و اجتماعی     | دانشکده علوم اجتماعی، دانشکده الهیات، دانشکده روان‌شناسی و علوم تربیتی، دانشکده اقتصاد، مدیریت و حسابداری، دانشکده زبان و ادبیات، دانشکده حقوق و علوم سیاسی، گروه جغرافیا                 |
| ۶    | پردیس مهریز                     | مهندسی کامپیوتر، روان‌شناسی، مدیریت بازرگانی، حقوق، زبان و ادبیات انگلیسی، حسابداری |

## رئیس دانشگاه
- جلیل شاهی (سرپرست)
- محمدعلی برخورداری (سرپرست)
- محمدعلی وحدت زاد (رئیس)[۴]
- سید نظام الدین مکیان (سرپرست)[۵]
- سید علی محمد میرمحمدی میبدی (رئیس)[۴]
- محمدصالح اولیا (رئیس)[۶]
- قاسم برید لقمانی (رئیس)
- عباس کلانتری خلیل‌آباد (سرپرست)[۷]